# (10431) Pottasch
(10431) Pottasch (4042 P-L) – planetoida z pasa głównego asteroid okrążająca Słońce w ciągu 4,57 lat w średniej odległości 2,75 j.a. Odkryta 24 września 1960 roku.